# 상장 (금융)
상장(上場, 영어: listing)은 주식이나 회사채의 유가증권을 증권거래소 등의 거래소에서 특정주로 매매 가능하게 된다. 아울러, 유가증권을 상장한 법인을 상장법인이라고 한다.
시장 가치 및 매출액이 임계 수준 이하로 떨어지는 주식은 거래소에 의해 상장 폐지될 수 있다. 상장 폐지는 합병이나 매수, 회사의 비공개화로 인해 발생하는 경우가 있다.

## 같이 보기
- 상장폐지
- 자본잠식

## 참고 문헌
- 이 문서에는 다음커뮤니케이션(현 카카오)에서 GFDL 또는 CC-SA 라이선스로 배포한 글로벌 세계대백과사전의 내용을 기초로 작성된 글이 포함되어 있습니다.